# Brudenell
Brudenell är ett samhälle i Kanada.   Det ligger i provinsen Prince Edward Island, i den östra delen av landet, 1 000 km öster om huvudstaden Ottawa. Brudenell ligger 29 meter över havet och antalet invånare är 356.
Terrängen runt Brudenell är platt, och sluttar österut. Runt Brudenell är det glesbefolkat, med 16 invånare per kvadratkilometer.. Närmaste större samhälle är Montague, 1,8 km söder om Brudenell. 
Omgivningarna runt Brudenell är en mosaik av jordbruksmark och naturlig växtlighet.